# Elite: Dangerous
Elite: Dangerous es un videojuego de simulación espacial y la cuarta entrega de la saga Elite. A bordo de una nave espacial el jugador explora una galaxia a escala 1:1 basada en la verdadera Vía Láctea. Es el primero de la serie Elite en ofrecer una experiencia multijugador masiva (MMO), en la que las acciones de los jugadores afectan directamente al universo persistente, al tiempo que se mantienen las opciones de un solo jugador. Es la secuela de Frontier: First Encounters, el tercer juego de la serie Elite, lanzado en 1995.
Después de no haber logrado un acuerdo de financiación con las distribuidoras durante muchos años, la desarrolladora creó una campaña de Kickstarter en noviembre de 2012.
Los aficionados han podido acceder a las versiones iniciales del juego desde diciembre de 2013.

## Sistema de juego
Elite: Dangerous mantiene la premisa básica de los juegos anteriores, los jugadores comienzan con una nave espacial y una pequeña cantidad de dinero como punto de partida para abrirse camino en la galaxia, ya sea legal o ilegalmente, mediante el comercio, la piratería, el asesinato o siendo un cazarrecompensas. David Braben ha descrito el juego en cierto modo como una mezcla del Elite original y la secuelas Frontier: Elite II y Frontier: First Encounters. Lo describe más cercano a las secuelas, más parecido a una galaxia científicamente exacta.
El jugador es capaz de explorar la Vía Láctea a escala 1:1, alrededor de 400 mil millones de sistemas estelares, con planetas y lunas que giran en órbita y en tiempo real, lo que resulta en ciclo dinámico de día y noche. Se basa en la generación por procedimientos de acuerdo con los modelos científicos reales, de los cuales alrededor de 150 mil sistemas estelares se toman a partir de datos astronómicos del mundo real. El desarrollador declaró: "Es muy común ver juegos espaciales haciendo escalas chapuceras para que las cosas luzcan bien, sin embargo esto se traduce en localizaciones espaciales irreales". En Elite todo es a la escala que debe ser, por lo que los planetas son del tamaño correcto y las distancias entre los objetos también son correctas.
Desde la actualización Odysey, los jugadores han sido capaces de desembarcar de sus naves y explorar los planetas y estaciones espaciales a pie. Esto también abrió nuevas misiones y oportunidades.

## Desarrollo
En la GDC de 2011, Braben confirma el desarrollo de un nuevo juego de la franquicia Elite, el proyecto, inicialmente denominado Elite 4 tuvo dificultades para encontrar fondos, sin embargo el propio Braben ya estaba interesado en el crowdfunding.
En noviembre de 2012, pocos días después de que el Kickstarter se pusiera en marcha en el Reino Unido, Frontier Developments anunció que el juego pasaría a llamarse ahora Elite: Dangerous y que sería financiado en ese sitio, con el objetivo de recaudar 1,25 millones de libras y lanzar el juego en 18 meses.
El 10 de octubre de 2013, el equipo de desarrollo anunció oficialmente la compatibilidad con Oculus Rift y a principios de 2014 ya se podía usar con la versión alfa del juego.
En marzo de 2014 el proyecto en Kickstarter estuvo disponible durante 60 días. Las recompensas incluían una copia digital del juego (estándar y premium), una camiseta y el acceso anticipado a las versiones alfa y beta del juego. La financiación también fue posible gracias a la página web del juego, a través de PayPal. 
La campaña recaudó 1,7 millones de euros en abril de 2014 y Braben había readquirido los derechos de la franquicia Elite. El juego entró en fase Beta 1 en julio de 2014 y en fase Beta 2 el 30 de septiembre de 2014.
Durante el Kickstarter muchos preguntaron sobre el lanzamiento del juego a otras plataformas y resultó que parecían interesados, pero la versión de PC era la prioridad en aquel momento, de todos modos también anunciaron una versión para Mac OS X tres meses después del lanzamiento en Windows.
David Braben respondió a unas preguntas sobre un posible port para Linux a la revista digital Tux Radar, aunque no confirmó dicha versión. Dijo que la plataforma Linux era algo que estaban considerando seriamente y que no había razón por la que COBRA, propio motor de juego de Frontier Developments no se pudiera ejecutar en Linux, pues este utiliza OpenGL.